# Luo (langue)
Pour les articles homonymes, voir Luo.
Ne doit pas être confondu avec Luo (langue du Cameroun).
Le luo (dholuo [d̪ólúô] en luo) est la langue parlée par les Luo du Kenya et les Luo Suba de Tanzanie. Elle fait partie du « groupe luo » des langues nilotiques occidentales du sud.
Le luo est très proche de l'acholi, du lango, du padhola (en) et du kumam parlés en Ouganda mais ne peut être confondu ni avec le luwo (en) du Soudan ni avec l'alur de la République démocratique du Congo.
La langue est employée pour la radiodiffusion, ainsi par la Kenya Broadcasting Corporation (KBC) depuis l'émetteur de Kisumu, Radio Ramogi ou la Webradio Radio Victoria.
Elle est également étudiée, conjointement au swahili et à l'anglais, dans les écoles primaires de la province de Nyanza au Kenya.

## Étymologie
Luo signifie « venir après », « suivre » et dholuo signifie « langage des Luo ».

## Système alphabétique
| écriture   | a | b | ch | d | dh | e    | f | g | h | i    | j | k | l | m | mb | n | nd | ndh | ng | n'g | nj | ny | o    | p | r | s | t | th | u    | w | y |
| phonétique | a | b | c  | d | ð  | e, ɛ | f | g | h | i, ɪ | ɟ | k | l | m | mb | n | nd | nð  | ŋg | ŋ   | nɟ | ny | o, ɔ | p | r | s | t | θ  | u, ʊ | w | j |

## Phonologie
C'est une langue tonale. Le ton peut jouer un rôle aussi bien lexical (différenciant des radicaux de sens complètement différents) que grammatical (différenciant les formes grammaticales prises par un même radical - comme dans la formation des verbes passifs).

### Voyelles
Le luo comporte cinq paires de voyelles différenciées par le trait phonétique d'avancement ou rétraction de la racine de la langue (symbolisé par [+/-ATR], pour advanced tongue root), qui détermine un système d'harmonie vocalique : les voyelles dans un mot non composé doivent toutes être [+ATR] ou [-ATR]. Cette condition d'harmonie s'étend aux semi-voyelles [w] et [j].
La quantité vocalique joue également un rôle distinctif.
|          | Antérieure | Centrale | Postérieure |
| -------- | ---------- | -------- | ----------- |
| fermées  | i          |          | u           |
| moyennes | e          |          | o           |
| ouvertes |            | a        |             |

|             | Antérieure | Centrale | Postérieure |
| ----------- | ---------- | -------- | ----------- |
| pré-fermées | ɪ          |          | ʊ           |
| moyennes    | ɛ          |          | ɔ           |
| ouvertes    |            | ɐ        |             |

### Consonnes
Dans la table des consonnes, ci-dessous, les symboles orthographiques sont inclus entre parenthèses s'ils diffèrent de ceux de l'API. On notera particulièrement l'emploi du y pour le son [j], courant dans les orthographes africaines, ainsi que celui de th et dh pour des consonnes occlusives plutôt que des fricatives comme dans la phonologie swahilie (mais le phonème /d ̪/ peut être nasal).
Quand une case contient une paire de symboles, celui de gauche représente une consonne sourde, celui de droite représente une consonne sonore.
|                        | labiale | dentale       | alvéolaire | palatale     | vélaire | glottale |
| ---------------------- | ------- | ------------- | ---------- | ------------ | ------- | -------- |
| occlusives             | p b     | t (th) d (dh) | t d        | c (ch) ɟ (j) | k g     |          |
| fricatives             | f       |               | s          |              |         | h        |
| nasales                | m       |               | n          | ɲ (ny)       | ŋ (ng') |          |
| nasales                | m       |               | n          | ɲ (ny)       | ŋ (ng') |          |
| occlusives prénalisées | mb      |               | nd         | ɲɟ (nj)      | ŋg (ng) |          |
| roulées                |         |               | r          |              |         |          |
| spirantes              | w       |               | l          | j (y)        |         |          |

## Grammaire
Tout comme le français, la typologie du luo est SVO et flexionnelle.

### Construction normale
La construction normale d'une phrase est : nom  → adjectif numéral → adjectif(s) → adjectif démonstratif → verbe → complément d'objet direct
- Nyiri abic go cam uru gweno
  - Filles (pluriel) 5 ces mangent (pluriel) tout poulet
    - Ces 5 filles mangent tout le poulet

### Les pronoms

#### Le pronom personnel
Il existe six pronoms personnels en luo.
| dholuo | français    |
| ------ | ----------- |
| an     | je          |
| in     | tu          |
| en     | il / elle   |
| wan    | nous        |
| un     | vous        |
| gin    | ils / elles |

#### Le pronom démonstratif
Le pronom démonstratif est utilisé uniquement pour des objets et jamais pour des personnes.
| dholuo | français                          | exemples      | traduction                 |
| ------ | --------------------------------- | ------------- | -------------------------- |
| ma     | ceci (près du locuteur)           | ma ang'o ?    | qu'est ce ceci ?           |
| mano   | cela (près de l'interlocuteur)    | mano duka     | c'est un magasin           |
| macha  | cela (loin des deux personnes)    | macha ang'o ? | qu'est ce cela (au loin) ? |
| magi   | ceux-ci (près du locuteur)        | magi ang'o ?  | que sont ce ?              |
| mago   | ceux-là (près de l'interlocuteur) | mago kombe    | ce sont des chaises        |
| maka   | ceux-là (loin des deux personnes) | maka udi      | ce sont des maisons        |

### Les adjectifs possessifs
Il existe plusieurs manières plus ou moins sophistiquées de déterminer la possession. Voici la plus simple.
Au singulier : utiliser le préfixe du pronom personnel ajouté en suffixe au mot mar (« de »)
| possessif singulier | dholuo       | français         |
| ------------------- | ------------ | ---------------- |
| mara                | chiemo mara  | ma nourriture    |
| mari                | chiemo mari  | ta nourriture    |
| mare                | chiemo mare  | sa nourriture    |
| marwa               | chiemo marwa | notre nourriture |
| maru                | chiemo maru  | votre nourriture |
| margi               | chiemo margi | leur nourriture  |

Au pluriel : utiliser le préfixe du pronom personnel ajouté en suffixe au mot mek (« des »)
| possessif pluriel | dholuo       | français      |
| ----------------- | ------------ | ------------- |
| meka              | gwende meka  | mes poulets   |
| meki              | gwende meki  | tes poulets   |
| meke              | gwende meke  | ses poulets   |
| mekwa             | gwende mekwa | nos poulets   |
| meku              | gwende meku  | vos poulets   |
| mekgi             | gwende mekgi | leurs poulets |

### Les verbes

#### Conjugaison aux temps présents

##### Action ou état actuel
La terminaison de la forme infinitive de la plupart des verbes est la lettre « o » et reste la même à toutes les personnes des temps présent et présent progressif.
La conjugaison au présent s'effectue par l'ajout d'un préfixe issu du pronom personnel au verbe.
| pronom | préfixe | dholuo  | français             |
| ------ | ------- | ------- | -------------------- |
| an     | a-      | andiko  | j'écris              |
| in     | i-      | indiko  | tu écris             |
| en     | o-      | ondiko  | il / elle écrit      |
| wan    | wa-     | wandiko | nous écrivons        |
| un     | u-      | undiko  | vous écrivez         |
| gin    | gi-     | gindiko | ils / elles écrivent |

Si le sujet n'est pas un pronom personnel, le préfixe disparait comme dans Omondi ndiko « Omondi écrit » ou dans ng'a ndiko ? « qui est en train d'écrire ? » ou encore dans nyithindo ndiko « les enfants écrivent »
Les verbes auxiliaires n'existent pas en luo.
verbe « être » : sujet + adjectif qualificatif / complément :
- chiemo mamit « la nourriture est bonne » (littéralement « nourriture bonne ») ;
- chiemba « c'est ma nourriture » (littéralement « nourriture ma »);
- Omondi dichuo « Omondi est un homme » (littéralement « Omondi homme »).

exceptions : 
- le verbe tie « être présent » ou « être situé »
  - avec un pronom personnel pour sujet : pronom (en entier) accolé à tie comme dans entie « il / elle est présent(e) »  ou dans antie Kisumu Road « je suis situé route de Kisumu » ;
  - avec un sujet autre qu'un pronom personnel : sujet + ntie comme dans buge ntie « il y a des livres » (littéralement « des livres sont présents »).
- le verbe onge « être absent » ou « être manquant »
  - avec un pronom personnel pour sujet : préfixe du pronom + onge comme dans oonge « il / elle est absent(e) » ou dans aonge Kisumu Road « je ne suis pas situé route de Kisumu » ;
  - avec un sujet autre qu'un pronom personnel : sujet + onge comme dans buge onge « il n'y a pas de livres » (littéralement « des livres sont manquants »).

verbe « avoir » :
- avec un pronom personnel pour sujet : pronom (en entier) + gi ou kod (qui ont tous deux la même signification « avec ») + adjectif qualificatif / complément comme dans an gi buge « j'ai des livres » ;
- avec un sujet autre qu'un pronom personnel : préfixe ni accolé à gi ou à kod + adjectif qualificatif / complément comme dans min nigi adek nyithindo « ma mère à trois enfants ».

##### Action habituelle
Le suffixe ga est utilisé pour indiquer une action habituelle.
Exemples :
- andikoga ni Wikipedia « j'écris habituellement pour Wikipédia » ;
- Omondi chiemoga gokinyi « Omondi mange habituellement le matin ».

##### Forme négative
Le mot ok (« non ») est placé devant le verbe qui perd sa terminaison o comme dans ok andik « je n'écris pas » ou dans Omondi ok ndik « Omondi n'écrit pas ». Cette forme négative est valable pour tous les modes et à tous les temps comme dans ok asendiko (« je n'ai pas encore fini d'écrire ») dans l'esprit d'une action qui sera rapidement terminée (cf. section détaillée : « Conjugaison aux temps passés » pour la construction de ces temps).

##### L'impératif
Sa construction dépend :
- de la terminaison du verbe à l'infinitif. Le o est retiré de ceux se terminant par cette voyelle ;
- du nombre de personnes à qui l'ordre est adressé. Au pluriel, il faut ajouter uru à la forme impérative du verbe ;
- de la forme positive ou négative.

Exemples :
- Chiem ! (singulier positif) « Mange ! » ;
- Chiem uru ! (pluriel positif) « Mangez ! » ;
- Kik chiem ! (singulier négatif) « Ne mange pas ! » ;
- Kik u chiem ! (pluriel négatif) « Ne mangez pas ! ».

Cas particulier de la 1re personne du pluriel : le préfixe wa est ajouté au verbe et la particule uru disparait s'il s'agit de réciprocité.
Exemples :
- Wachiem uru ! « Mangeons ! » ;
- Kik u wachiem ! « Ne mangeons pas ! » ;
- Wanere ! « Voyons-nous (l'un l'autre) ! » ;
- Kik wanere ! « Ne nous voyons pas (l'un l'autre) ! ».

#### Conjugaison aux temps futurs

##### Futur proche
Le futur proche est construit en ajoutant le verbe à l'infinitif au verbe biro (« venir ») qui se conjugue au temps présent. Biro peut prendre la forme contractée de bo placé en préfixe.
| dholuo        | forme contractée | français                |
| ------------- | ---------------- | ----------------------- |
| abiro chiemo  | abochiemo        | je vais manger          |
| ibiro chiemo  | ibochiemo        | tu vas manger           |
| obiro chiemo  | obochiemo        | il / elle va manger     |
| wabiro chiemo | wabochiemo       | nous allons manger      |
| ubiro chiemo  | ubochiemo        | vous allez manger       |
| gibiro chiemo | gibochiemo       | ils / elles vont manger |

Le futur proche du verbe « être » est exprimé par bedo.
- An gi nyathi achiel. Due mar achiel, abiro bedo gi nyithindo ariyo.
  - Je avec enfant un. Au mois un, je serais avec enfants deux.
    - J'ai un enfant. En janvier, j'aurai deux enfants.

##### Futur simple
Le futur simple est considéré comme du subjonctif présent, c’est-à-dire qu'il présente une action possible, envisagée.
- verbes terminés par la voyelle o : ôter cette voyelle comme dans ochiem (« il mangera (peut-être) ») ou dans agomb rabonde (« je désirerais (peut-être) des bananes ») ,
  - exceptions : biro (« venir ») devient bi et neno (« voir ») devient ne ;
- verbes terminés par la semi-voyelle et voyelle yo : ôter cette association comme dans ami (« je donnerais (peut-être) »)

Si le verbe est associé à un pronom, il faut ôter uniquement le o et ajouter le préfixe du pronom en suffixe comme dans amiyi (« je te donnerais (peut-être) ») ou dans amiyu  (« je vous donnerais (peut-être ») ;
- verbes terminés par nyo : il faut ôter uniquement le o comme dans ikonya (« tu m'aideras (peut-être) ») et le yo lorsque le nombre du pronom en suffixe est pluriel comme dans okongi (« il/elle les aidera (peut-être) »).

#### Conjugaison aux temps passés

##### Passé proche
La représentation d'une action qui vient tout juste de se terminer se construit en intercalant le phonème se en préfixe au verbe conjugué au temps présent comme dans asechiemo (« je viens de manger », littéralement « je tout juste fini mange ») ou dans Omondi sendiko (« Omondi vient d'écrire », « Omondi vient juste de terminer d'écrire ») ou encore dans gisetieko (« ils/elles ont terminé »).

##### Passé lointain
La représentation d'une action terminée dans un passé plus lointain peut être construite de deux façons :
- soit en ajoutant le phonème ne (dérivé du mot nende (« autrefois »)) devant la forme conjuguée au temps présent.

| dholuo      | forme contractée | français              |
| ----------- | ---------------- | --------------------- |
| ne achiemo  | nachiemo         | j'ai mangé            |
| ne ichiemo  | nichiemo         | tu as mangé           |
| ne ochiemo  | nochiemo         | il / elle a mangé     |
| ne wachiemo | newachiemo       | nous avons mangé      |
| ne uchiemo  | nuchiemo         | vous avons mangé      |
| ne gichiemo | negichiemo       | ils / elles ont mangé |

- soit en utilisant un mot qui a rapport au temps avec l'emploi de la conjugaison au temps présent.

| marque du passé | signification | dholuo      | français                    |
| --------------- | ------------- | ----------- | --------------------------- |
| nyoro           | hier          | nyoro atuo  | hier, j'ai été malade       |
| nyocha          | avant-hier    | nyocha atuo | avant-hier, j'ai été malade |
| yande           | récemment     | yande atuo  | récemment, j'ai été malade  |
| a               | je viens de   | a atuo      | je viens d'être malade      |

### Degré de comparaison et superlatif
Le verbe à l'infinitif utilisé pour la comparaison est moloyo qui peut être traduit par « être plus grand que / mieux que »
La construction du degré de comparaison prend la forme : nom → adjectif qualificatif → moloyo (conjugué) → personne / objet à comparer
- Obor moloy e
  - Lui/elle est comparé(e) comme plus grand(e) (troisième personne du singulier) il/elle
    - Il/elle est plus grand(e) que lui/qu'elle
- Olemo na ber moloyo olemo ni
  - Fruit mien bon est comparé comme mieux que (troisième personne du singulier) fruit tien
    - Mon fruit semble meilleur que le tien

### Possession
Le luo est notable pour ses alternances consonantiques compliquées. Elles sont employées, entre autres, pour distinguer la possession inaliénable de la possession aliénable.
Le premier exemple est un cas de possession aliénable, car l'os n'est pas une partie du chien.
- cogo guok
  - os chien
    - l'os du chien (l'os que le chien est en train de ronger)

Par contre, dans le second exemple, il s'agit d'une possession inaliénable car l'os fait partie de la vache.
- cok dhiang
  - os vache (état construit)
    - un os de vache (un os du squelette de la vache)

### Notions du temps

#### Par rapport à aujourd'hui
| nyocha  | avant-hier   |
| nyoro   | hier         |
| kawuono | aujourd'hui  |
| kiny    | demain       |
| orucha  | après-demain |

#### Mois
Kawuono en tarik mane ? « Quelle est la date d'aujourd'hui ? »
Les mois sont numériques et constitués de due mar + adjectif numéral. Ainsi, janvier s'écrit due mar achiel (« mois un ») et décembre s'écrit due mar apar gariyo (« mois douze »)
- exemple de date : tarik 21 due mar ochiko higni 2010 correspond au 21 septembre 2010 (littéralement : date 21 septembre de l'année 2010).

#### Jours de la semaine
Kawuono en tich mane ? « Quel jour sommes-nous ? »
Le premier jour de la semaine est le lundi (wuok tich) et signifie littéralement « sortir pour travailler », mardi (tich ariyo) signifie littéralement « deuxième jour de travail » et ainsi de suite jusqu'au vendredi. Le samedi (chieng' ngeso) est un mélange de luo avec chieng (« jour ») et de swahili avec ngeso (« ajout ») et signifie donc « jour ajouté ». Le dimanche (odira) signifie littéralement « jour de repos ».
| wuok tich     | lundi    |
| tich ariyo    | mardi    |
| tich adek     | mercredi |
| tich ang'wen  | jeudi    |
| tich abich    | vendredi |
| chieng' ngeso | samedi   |
| odira         | dimanche |

#### Heures
Saa adi ? « Quelle heure est-il ? »
La syntaxe est formée du mot saa (« heure ») suivi d'un adjectif numéral. Les Luo ont deux façons d'exprimer l'heure :
- une façon simple, saa + adjectif numéral en considérant que la première heure du jour est 6 heures (le lever du soleil sur l'équateur)[2]
  - exemples :
    - saa achiel = première heure = 6 heures (au Kenya) = 8 heures en Europe continentale selon l'heure d'hiver et 7 heures selon l'heure d'été ;
    - saa auchiel = sixième heure = midi (au Kenya) ;
    - saa apar gariyo = douzième heure = 18 heures (au Kenya) ;
    - saa apar aboro = dix-huitième heure = minuit (au Kenya).
- une façon sophistiquée, saa + adjectif numéral + gokinyi (pour le matin) ou godhiambo (pour l'après-midi) ou gotieno (pour le soir). Pour trouver l'heure correspondante en Europe, il faut additionner ou soustraire 6 à l'adjectif numéral
  - exemples :
    - saa apar gariyo gokinyi = 6 heures ;
    - saa apar gariyo godhiambo = 18 heures.

### Les adjectifs numéraux

#### Adjectifs numéraux cardinaux
Pour exprimer le nombre zéro, qui n'existe pas à l'origine dans la langue, plusieurs possibilités se présentent :
- on utilise la forme négative ok, exemple : ok gweno = « pas de poulet » ;
- on utilise le terme d’absence onge, exemple : onge gweno = « aucun poulet » ;
- on utilise le terme nono inventé par les Britanniques et utilisé dans les sens de « nul », « zéro », « sans valeur », exemple : notedo nono gweno = « il a cuisiné zéro poulet ».

| dholuo              | français    | accent tonal |
| ------------------- | ----------- | ------------ |
| achiel              | un          |              |
| ariyo               | deux        |              |
| adek                | trois       |              |
| ang'wen             | quatre      |              |
| abich               | cinq        |              |
| auchiel             | six         |              |
| abiriyo             | sept        |              |
| aboro               | huit        |              |
| ochiko              | neuf        |              |
| apar                | dix         |              |
| apar gachiel        | onze        |              |
| apar gariyo         | douze       |              |
| ...                 | ...         |              |
| apar ga ochiko      | dix-neuf    |              |
| piero ariyo         | vingt       |              |
| piero ariyo gachiel | vingt et un |              |
| ...                 | ...         |              |
| piero adek          | trente      |              |
| ...                 | ...         |              |
| mia achiel          | cent        |              |
| ...                 | ...         |              |
| mia ariyo           | deux cents  |              |
| ...                 | ...         |              |
| alufu achiel        | mille       |              |
| ...                 | ...         |              |
| alufu ariyo apar    | 2 010       |              |

| dholuo        | français   | accent tonal |
| ------------- | ---------- | ------------ |
| dachiel       | une fois   |              |
| dariyo        | deux fois  |              |
| dadek         | trois fois |              |
| ...           | ...        |              |
| dipiero ariyo | vingt fois |              |
| ...           | ...        |              |
| dimia achiel  | cent fois  |              |
| ...           | ...        |              |
| dalufu achiel | mille fois |              |

#### Adjectifs numéraux ordinaux
À part « premier » mokuongo et « dernier » mogik, les adjectifs numéraux ordinaux n'existent pas sauf pour spécifier une énième répétition ou dans certains cas spécifiques comme :
- kayo = « 1er né », « aîné(e) » ;
- chogo  = « dernier-né », « benjamin(e) » ;
- mikayo = « 1re épouse » (dans le sens de une épouse à la fois) ;
- mikayi = 1re épouse » (dans le sens de la plus ancienne parmi plusieurs) ;
- nyachira = 2e épouse » (dans le sens de la deuxième parmi plusieurs) ;
- reru = 3e épouse » (dans le sens de la troisième parmi plusieurs).

| dholuo           | français     | accent tonal |
| ---------------- | ------------ | ------------ |
| mar achiel       | 1re fois     |              |
| mar ariyo        | 2e fois      |              |
| mar adek         | 3e fois      |              |
| ...              | ...          |              |
| mar piero ariyo  | 20e fois     |              |
| ...              | ...          |              |
| mar mia achiel   | 100e fois    |              |
| ...              | ...          |              |
| mar alufu achiel | 1 000 e fois |              |

## Exemples endholuo
Les mots luo entre parenthèses correspondent à la forme plurielle.
| Luo                   | Français                                                 | Accent tonal     |
| --------------------- | -------------------------------------------------------- | ---------------- |
| oyawore               | bonjour (matin)                                          | oYAworé          |
| oimore                | bonsoir                                                  | oImoré           |
| nang'o !              | salut !                                                  |                  |
| amosi ?               | comment vas-tu ?                                         | amOssi           |
| amosu ?               | comment allez-vous ?                                     | amOssou          |
| adhi maber            | je vais bien                                             | aDi maber        |
| amor kaneni           | je suis heureux de te rencontrer                         |                  |
| nyingi ng'a ?         | quel est ton nom ?                                       |                  |
| nying'a en ___        | mon nom est ___                                          |                  |
| ahero ___             | j'aime ___                                               | aHéro            |
| aheri                 | je t'aime                                                | aHéri            |
| oriti                 | au revoir (à une personne)                               | orIti            |
| oritu                 | au revoir ( à plusieurs personnes)                       | orItou           |
| wabironenore          | à bientôt                                                |                  |
| kawuono               | aujourd'hui                                              |                  |
| kiny                  | demain                                                   |                  |
| madho                 | boire                                                    | maDho            |
| riyo nega             | j'ai soif                                                |                  |
| adwaro pi             | je voudrai de l'eau                                      | aDwaro pI        |
| chiemo                | manger / nourriture                                      | chIÈm            |
| adwaro chiemo         | je voudrai manger                                        | aDwaro chIÈmo    |
| chiem uru             | bon appétit à tous (mangez tout)                         |                  |
| rech                  | poisson                                                  | reCH             |
| ngege                 | tilapia                                                  | nGégé            |
| mbuta                 | perche du Nil                                            | mbOUta           |
| gweno (gwende)        | poulet, poule                                            | gwÈno            |
| oduma                 | maïs                                                     | odOUma           |
| rabolo (rabonde)      | banane                                                   |                  |
| aliya                 | bœuf séché, salé et fumé                                 |                  |
| dhiang' (dhok)        | vache                                                    |                  |
| sibuor                | lion                                                     | sIbouor          |
| guok (guogi)          | chien                                                    |                  |
| ja rateng'            | homme (de race noire)                                    | djA ratENg       |
| ja rachar             | homme (de race blanche)                                  | djA raTchAr      |
| odiero                | Européen (correspond au muzungu du swahili)              |                  |
| ja luo (jo luo)       | homme luo                                                | djA louo         |
| dholuo                | langue luo                                               | dHOlouo          |
| chuar / dichuo (chuo) | homme                                                    | chOUar / dichOUo |
| dhako (mon)           | femme                                                    | dhAko            |
| wuoyi (jowuowi)       | garçon                                                   |                  |
| nyako (nyiri)         | fille                                                    |                  |
| nyathi (nyithindo)    | enfant, bébé                                             |                  |
| wuor / wuoru (wuone)  | père                                                     |                  |
| min (mine)            | mère                                                     |                  |
| kwaro (kwere)         | grand-père                                               |                  |
| dani                  | grand-mère                                               |                  |
| nyoyuoro              | beau-frère, belle-sœur                                   |                  |
| piny                  | terre (univers)                                          |                  |
| loo                   | terre (sol)                                              |                  |
| pi                    | eau                                                      |                  |
| mach                  | feu                                                      | majé             |
| polo                  | ciel                                                     |                  |
| Sayun                 | Ciel (les cieux)                                         |                  |
| Nyasaye               | Dieu                                                     |                  |
| Nyasaye ogwedhi       | Dieu te garde                                            |                  |
| Nyasaye ogwedhu       | Dieu vous garde                                          |                  |
| erokamano             | merci                                                    |                  |
| ee                    | oui                                                      |                  |
| ok                    | non / pas                                                |                  |
| dhi !                 | pars !                                                   |                  |
| dog !                 | vas t'en !                                               |                  |
| dwog !                | reviens !                                                |                  |
| ring !                | cours !                                                  |                  |
| mos mos !             | doucement !                                              |                  |
| mos !                 | désolé ! (je suis désolé)                                |                  |
| bi mos !              | du calme !                                               |                  |
| onge wach             | pas de problème (correspond au hakuna matata du swahili) |                  |

## Signification des prénoms luo
Le prénom des filles commencent, en général, par la voyelle « a » et celui des garçons par la voyelle « o ». Cependant, dans la tradition des Luo, il arrive qu'un garçon porte, en deuxième prénom, un prénom féminin pour perpétuer la mémoire d'une de ses grand-mères ou une fille un prénom masculin pour perpétuer celle d'un de ses grands-pères. Les noms de famille des anciens chefs de clans peuvent aussi être employés comme prénom ; ainsi par exemple : Ramogi, Okoth, Julu, Owuor, Owino
À partir de 1909, date des premiers baptêmes, l'identité des Luo suit un ordre bien défini :
- un prénom chrétien choisi dans la Bible ou, de plus en plus, « à la mode » ;
- un prénom traditionnel se rapportant le plus souvent aux circonstances de la naissance ;
- un patronyme. En général, celui-ci est le prénom traditionnel du premier aïeul qui fut baptisé. Lors de son mariage, une femme perd le patronyme de son père et acquiert celui de son mari.

| Fille           | Garçon           | Signification |
| --------------- | ---------------- | --- |
| Apiyo           | Opiyo            | 1er(e) né(e) de jumeaux (piyo signifie « vite », « rapidement »)                                                         |
| Adongo          | Odongo           | 2e né(e) de jumeaux (dong signifie « rester »)                                                                           |
| Akelo           | Okelo            | 1er(e) né(e) après des jumeaux ou 3e né(e) de triplés (par déformation orthographique, on trouve aussi Akello et Okello) |
| Akinyi          | Okinyi ou Okinyo | né(e) entre 6 et 8 heures (okinyi signifie « matin »)                                                                    |
| Anyango         | Onyango          | né(e) entre 9 et 11 heures                                                                                               |
| Achieng'        | Ochieng'         | né(e) entre midi et 14 heures (chieng signifie « soleil »)                                                               |
| Adhiambo        | Odhiambo         | né(e) entre 15 et 18 heures (odhiambo signifie « après-midi »)                                                           |
| Atieno          | Otieno           | né(e) entre 19 et 23 heures (otieno signifie « nuit »)                                                                   |
| Awuor           | Owuor ou Odwuor  | né(e) entre minuit et 2 heures (Owuor est aussi un nom de famille)                                                       |
| Amondi ou Aondi | Omondi           | né(e) entre 3 et 5 heures                                                                                                |
| Amolo           | Omolo            | né(e) entre 3 et 5 heures                                                                                                |
| Akumu           | Okumu            | né(e) après un accouchement difficile (kum signifie « punition »)                                                        |
| Awino           | Owino            | né(e) avec le cordon ombilical autour du cou (Owino est aussi un nom de famille)                                         |
| Akeyo           | Okeyo            | né(e) pendant le temps des moissons                                                                                      |
| Adero           | Odero            | né(e) pendant une période d'abondance (dero signifie « grenier »)                                                        |
| Aoro            | Ooro             | né(e) pendant une période de sècheresse (oro signifie « sècheresse »)                                                    |
| Akoth           | Okoth            | né(e) pendant la pluie (koth signifie « pluie ». Okoth est aussi un nom de famille)                                      |
| Aluoch          | Oluoch           | né(e) pendant une saison nuageuse                                                                                        |
| Abong'o         | Obong'o          | enfant unique |
| Ayoo            | Oyoo             | né(e) en chemin (c'est-à-dire pendant un voyage)                                                                         |
| Aoko            | Ooko             | né(e) à l'extérieur |
| Abiero          | Obiero           | né(e) en même temps que le placenta (biero signifie « placenta »)                                                        |
| Apondi          | Opondo           | né(e) caché(e) |
| Abura           | Obura            | né(e) pendant un rassemblement (bura signifie « rassemblement »)                                                         |
| Aburu           | Oburu            | né(e) pendant des funérailles (buru signifie « cendre »)                                                                 |
| Ajwang'         | Ojwang'          | né(e) après le décès du père                                                                                             |
| Aloo            | Oloo             | né(e) après le décès d'un frère ou d'une sœur (loo signifie « sol »). Oloo est aussi le nom donné à Adam par les Luo     |

| Prénom      | Signification ou origine                                                             |
| ----------- | ------------------------------------------------------------------------------------ |
| Gor         | c'était le prénom de Gor k'Ogalo                                                     |
| Julu        | nom d'un ancien chef de clan (par déformation orthographique, on trouve aussi Jullu) |
| Nyaoro      | fille de la sécheresse (nya signifie « fille de... »)                                |
| Oloo        | nom luo pour Adam                                                                    |
| Raila       | syncope de rayila signifiant « ortie »                                               |
| Ramogi      | nom du fondateur du peuple luo                                                       |
| Rao ou Rawo | hippopotame                                                                          |

## Idiotismes
Le luo est riche en idiotismes. En voici quelques exemples utilisant une partie du corps.
| Luo           | Traduction littérale       | Signification     |
| ------------- | -------------------------- | ----------------- |
| iya owang'    | mon estomac brule          | j'ai faim         |
| owang'o iya   | cela brule mon estomac     | cela m'embête     |
| iya lit       | mon estomac est douloureux | je suis jaloux    |
| omako ich     | elle se tient le ventre    | elle est enceinte |
| chunye oduogo | son cœur est revenu        | il est encouragé  |
| wiye owil     | sa tête a tourné           | il a oublié       |
| wiye tek      | sa tête est dure           | il est têtu       |
| wiye pek      | sa tête est lourde         | il est bête       |

## Proverbes luo
- Wang' mithiedho ema gawi signifie « C'est l'œil que tu as guéri qui te trahiras » c'est-à-dire « Méfie-toi des faux amis » ;
- Fulu bende oro ngege signifie « Même l'haplochromis (bende) utilise le tilapia (ngege) » c'est-à-dire « Même un adulte peut servir un plus jeune, ou un puissant servir un plus faible » ;
- Biye ojemo ni ng'wen signifie « Les termites (biye) provoquent la mort des fourmis (ng’wen) » c'est-à-dire « Si tu es gentil, ne vis pas chez un méchant, sinon tu subiras le même sort que lui ». Ce proverbe provient du fait que lorsque les Luo détruisent et brûlent une termitière, ils détruisent aussi une colonie de fourmis inoffensives pour les habitations en bois mais qui vivent dans les mêmes termitières.

## Lexicalisation avec des langues étrangères
Le luo, qui est une langue vivante, n'échappe ni à l'emprunt lexical direct ou indirect, ni à l'adaptation. Cette lexicalisation provient des langues bantoues voisines géographiquement et surtout de la langue véhiculaire swahilie qui, elle-même, emprunte à l'anglais pour le vocable apparus après la colonisation.

### Emprunts
Exemples :
- dala (« propriété familiale ») emprunté au bantou alors que pacho existe en langues nilotes ;
- duka (« magasin ») ou gari (« train ») empruntés au swahili ;
- sinema (« cinéma ») emprunté au swahili (qui l'a lui-même emprunté au portugais cinema) ;
- kompyuta ou compiuta (« ordinateur ») emprunté au swahili (qui l'a lui-même emprunté à l'anglais computer) ;
- halo (« allô ») emprunté au swahili (qui l'a lui-même emprunté à l'anglais).

### Adaptations grammaticales
Plus étonnant, chaque fois que les Luo empruntent un mot à une langue étrangère, la probabilité est que le préfixe original sera remplacé par la lettre « O ».
Exemples :
- ojiko (« cuillère ») provient du swahili kijiko ;
- otanda (« lit ») provient du swahili kitanda alors que le mot ng’angu existe en luo.